# جائزة التشيك الكبرى للدراجات النارية 2013
جائزة التشيك الكبرى للدراجات النارية 2013 هو سباق دراجات نارية أقيم بتاريخ 25 أغسطس 2013 في حلبة برنو، التشيك. كان الجولة الحادية عشر من أصل 18 في سباق الجائزة الكبرى للدراجات النارية موسم 2013. فاز مارك ماركيث بفئة الموتو جي بي بينما جاء داني بيدروسا في المركز الثاني وحصل على المركز الثالث خورخي لورنزو. فاز بفئة الموتو 2 الفنلندي ميكا كاليو بينما فاز بفئة الموتو 3 الإسباني لويس سالوم.

## وصلات خارجية
- الموقع الرسمي